# Bicycle Race
Bicycle Race – piosenka brytyjskiego zespołu Queen wydana w 1978 roku na singlu, który promował album Jazz (1978). Utwór napisał Freddie Mercury. Na stronie B singla umieszczono piosenkę „Fat Bottomed Girls” (w Polsce „Spread Your Wings”).
Inspiracją do napisania utworu był wyścig Tour de France, który Mercury zobaczył przez okno swojego hotelowego pokoju. W teledysku wystąpiło 65 nagich dziewcząt na rowerach. Z tego powodu pierwotną wersję klipu poddano obróbce – rozmyto obraz i zmieniono kolory.
Piosenka została wydana na singlu razem z „Fat Bottomed Girls”, a fragment tekstu to Fat Bottomed Girls, they’ll be riding today / so look out for those beauties, oh yeah. W „Fat Bottomed Girls” natomiast jest wers Get on your bikes and ride!.
Rowery, na których nagie modelki jeździły po torze kolarskim, wypożyczone były od firmy Halfords. Zespół musiał potem zapłacić za wymianę siodełek w tych rowerach.
W czasie występu grupy w hali widowiskowej Madison Square Garden w Nowym Jorku członkom zespołu towarzyszyły na scenie modelki topless, które jeździły na rowerach.
W warstwie lirycznej utwór nawiązuje do kultury popularnej i historii lat 70. (Szczęki, Gwiezdne wojny, Afera Watergate, Superman, wojna wietnamska i in.).
Na koncercie poświęconym The Freddie Mercury Tribute Concert „Bicycle Race” zaśpiewał zespół Extreme.